# ماريانا ديميتروفا
ماريانا ديميتروفا (بالبلغارية: Мариана Димитрова)‏ هي ممثلة بلغارية، ولدت في 28 مايو 1954 في بلغاريا، وتوفيت في 1 يونيو 2005 في سان دييغو في الولايات المتحدة.

## وصلات خارجية
- ماريانا ديميتروفا على موقع IMDb (الإنجليزية)
- ماريانا ديميتروفا على موقع قاعدة بيانات الفيلم (الإنجليزية)